# Frank Hol
Frank Hol (Den Haag, 17 maart 1988) is een Nederlands voetballer die bij voorkeur in de spits speelt.

## Carrière
Hol begon zijn voetbalcarrière bij KSV Fortissimo uit Ede, waar Hol is opgegroeid, en Bennekom. Hier werd hij gescout door Feyenoord, waar hij 2,5 jaar de jeugdopleiding doorliep, waarna hij niet goed genoeg bevonden werd en hij de overstap maakte naar De Graafschap. Als B-junior keerde hij terug naar Bennekom, waar hij het tot de eerste selectie schopte. Na enkele wedstrijden vertrok Hol naar hoofdklasser FC Lienden. Hier startte Hol onder meer in de bekerwedstrijd tegen Vitesse (1-0) in 2008 in de basis. Hij promoveerde in 2010 wel met zijn club naar de nieuwe Topklasse Zondag, maar besloot die zomer om het blauw-wit van Lienden in te ruilen voor het zwart-wit van het Groesbeekse Achilles '29.

### Achilles '29
In zijn eerste seizoen, waarin Achilles op de tweede plaats eindigde achter FC Oss, moest Hol na acht basisplaatsen een paar keer op de bank beginnen. Op 1 september scoorde hij tegen Gemert zijn eerste doelpunt voor de Witzwarten. Hol kwam uiteindelijk tot 11 competitietreffers in 27 wedstrijden waarin hij de competitie begon als rechtsbuiten. De Edenaar stond niet in de basis in de bekerwedstrijd tegen Heracles Almelo, maar hierin wist hij als invaller voor de zieke Hendriks wel een hoofdrol op te eisen met twee treffers en twee versierde strafschoppen, die allebei door Tim Verhoeven benut werden. De wedstrijd ging met 5-3 gewonnen.
Het hieropvolgende seizoen was nog succesvoller, zowel voor Hol als zijn club. Met de promotie van FC Oss was Achilles de torenhoge titelfavoriet en de club voldeed ook aan deze verwachtingen. Hol scoorde in dit seizoen 19 keer in 29 competitiewedstrijden en twee keer in het tweeluik met Spakenburg om het landskampioenschap dat met 3-0 en 2-0 gewonnen ging. Door deze prestaties werd hij clubtopscorer van de club. In de bekerwedstrijden, waar opnieuw de achtste finales werd gehaald, had de Edenaar geen rol van betekenis.
In de voorbereiding van het volgende seizoen kreeg Hol last van een blessure aan zijn knie. Hierdoor miste hij de gehele eerste seizoenshelft. Hij kreeg twee injecties aan zijn knie en er werd ook een cyste weggehaald, voordat de diagnose werd gesteld dat hij een runners knee had. In januari ging hij onder het mes en op 10 maart 2013 maakte hij zijn rentree tegen Gemert, waarin hij als invaller gelijk doel trof. Zijn basisplaats was als gevolg van een langlopende blessure overgenomen door Freek Thoone, die dat seizoen overkwam van SV Venray.  Als invaller kon hij niet scoren in een van de twee wedstrijden tegen Katwijk om het algemeen landskampioenschap, nadat enkele weken eerder de Topklasse-titel werd geprolongeerd. Het algemeen landskampioenschap werd dan ook verloren (0-0, 0-3).
Ondanks het verloren landskampioenschap promoveerden de Groesbekers naar de Eerste Divisie. Op 3 augustus maakte Hol in de uitwedstrijd tegen FC Emmen zijn debuut in het betaald voetbal. Na 78 minuten maakte hij de 2-1 voor Achilles. Een week later maakte Hol het enige doelpunt van Achilles in de thuiswedstrijd tegen FC Dordrecht (1-4) en ook de week hierop scoorde Hol voor de Groesbekers. Opnieuw was het niet genoeg, de wedstrijd tegen Jong FC Twente werd met 2-3 verloren. Op 2 september werd met Hol in de basis de eerste overwinning behaald (FC Oss, 0-1) en nog geen week later werd ook Jong Ajax aan de kant gezet (2-1), mede door twee assists van de Edenaar. Op 20 september moest Hol voor het eerst dit seizoen op de bank beginnen. Hol viel nog wel in, maar kon niet voorkomen dat de Groesbekenaren met 0-2 verloren van MVV Maastricht. Een week later deed hij dit wel: vier minuten na zijn invalbeurt bracht hij Achilles op een 2-0-voorsprong bij FC Den Bosch met een schot in de kruising. Op 14 december, de dag dat zijn overstap naar vv IJsselmeervogels bekend werd, scoorde Hol de 1-1 tegen Helmond Sport en gaf hij de assist op de 1-2 van Remon van Bochoven. De wedstrijd eindigde in 3-3. Op 8 februari 2014 scoorde hij in de uitwedstrijd tegen titelfavoriet Willem II (3-2 verlies) de 1-1 en scoorde Van Bochoven doordat de doelman Hols schot niet goed kon keren. Op 13 april scoorde hij als invaller bij een stand van 0-3 twee keer tegen FC Den Bosch, waardoor Achilles terugkwam in de wedstrijd. Hasan Kılıç besliste de wedstrijd uiteindelijk in de laatste minuut: 2-4. Op de slotdag van de competitie scoorde hij één keer in het met 1-2 verloren duel tegen FC Eindhoven, waardoor zijn totaal op tien competitietreffers kwam, één meer dan Freek Thoone, waardoor hij net als in zijn eerste twee seizoenen ook in zijn laatste seizoen bij Achilles clubtopscorer werd.

### IJsselmeervogels
Op 14 december 2013 maakte IJsselmeervogels bekend dat Hol in de zomer van 2014 de overstap zou maken naar het zaterdagvoetbal. IJsselmeervogels had al meerdere keren eerder gepoogd Hol over te halen, maar kreeg steeds nul op het rekest. Hol wilde altijd al graag in de zaterdag topklasse actief zijn en zag het niet zitten om langer in de Jupiler League te spelen. Bij IJsselmeervogels veroverde hij geen basisplaats en aan het einde van het seizoen ging Hol naar VVA '71.

### Latere carrière
Zijn nieuwe club VVA '71 kampte met financiële problemen en half augustus 2015 ging Hol, mede vanwege zijn werk, naar JVC Cuijk. In het seizoen 2016/17 speelde Hol voor DOVO en vervolgens ging hij naar VVOG. In 2018 ging Hol voor DTS Ede spelen. Medio 2022 ging hij naar SV Harskamp.

## Erelijst
Achilles '29
- Topklasse Zondag: 2012, 2013
- Algemeen amateurkampioenschap: 2012
- Districtsbeker Oost: 2011
- KNVB beker voor amateurs: 2011
- Super Cup amateurs: 2011, 2012
- Gelders sportploeg van het jaar: 2012, 2013